# Мыкола Хвылевой

Мемориальная доска в Харькове

Мыко́ла Хвылёвы́й, также Хвылево́й (укр. Мико́ла Хвильови́й; настоящее имя Никола́й Григо́рьевич Фитилёв, укр. Мико́ла Григо́рович Фітільо́в; 1 [13] декабря 1893, Тростянец, Харьковская губерния — 13 мая 1933, Харьков) — украинский прозаик, поэт, публицист. По оценке А. Белецкого, «основоположник настоящей новой украинской прозы». Теоретик украинского национал-коммунизма и автор лозунга «Прочь от Москвы!» (укр. Геть від Москви!).

## Варианты передачи псевдонима
Согласно правилам правописания имён собственных, псевдониму писателя укр. Мико́ла Хвильови́й соответствует передача в практической транскрипции рус. Мыко́ла Хвылёвы́й. Тем не менее, кроме перевода псевдонима Никола́й Хвылево́й встречаются гибридные варианты передачи псевдонима с украинского на русский Хвылевы́й (Хвылёвы́й) Микола и Хвылевой Микола, в которых имя Микола транслитерируется, но не соответствует ни русскому произношению, ни переводу на русский «Николай», ни правилам практической транскрипции — «Мыкола»; а Хвылевой приводится по аналогии с укр. Польови́й > рус. Полево́й. При жизни писателя в делопроизводстве на русском языке использовалось по меньшей мере 3 варианта передачи псевдонима: Хвилевой, Хвыльовой и Хвылевой.

## Биография
Родился 13 декабря 1893 года в семье учителей, в посёлке Тростянец Ахтырского уезда Харьковской губернии (ныне — районный центр Сумской области). Отец — Григорий Алексеевич Фителёв, родом из дворян. Николай Хвылёвый писал о нём, что был «в высшей степени безалаберным человеком» и пьяницей. Отец разговаривал на русском языке, благодаря чему сам Николай рано перечитал русских классиков, а также познакомился с творчеством зарубежных писателей, таких как Диккенс, Гюго, Флобер, Гофман. Мать — Елизавета Ивановна, до замужества Тарасенко, украинка, учительница начальной школы села Колонтаево, где обучался сын.
Николай был вынужден прекратить обучение в 4-м классе Богодуховской гимназии вследствие революционных событий в стране (окончил экстерном в 1916 году), затем работал на заводах. Пытался заниматься революционной пропагандой. С конца 1917 года — активный сторонник большевиков на подпольной работе. В Рублёвской волости был избран сельским головой и сформировал отряд вольных казаков, участвовавший в восстании против гетмана Скоропадского; едва не был расстрелян петлюровцами, после чего его отряд перешёл в состав Красной армии. С апреля 1919 года — член РКП(б).
Согласно распространённой среди украинских националистов в эмиграции информации, в 1919 году краткое время возглавлял ЧК Богодуховского района, однако эти данные не находят документального подтверждения и опровергаются воспоминаниями современников, полагавших, что такое мнение произошло от идентификации писателя с персонажем его произведения. Эмигранты полагали, что именно впечатления автора о собственной чекистской работе отражены в его новелле «Я (Романтика)» (1923), герой которой — руководитель местного ЧК — приговаривает свою мать к расстрелу во имя идеалов революции. Главный персонаж — человек без имени, следовательно, без индивидуальности, без души. Ради революции он убивает свою мать и терзается мыслью: стоила ли революция такой жертвы.

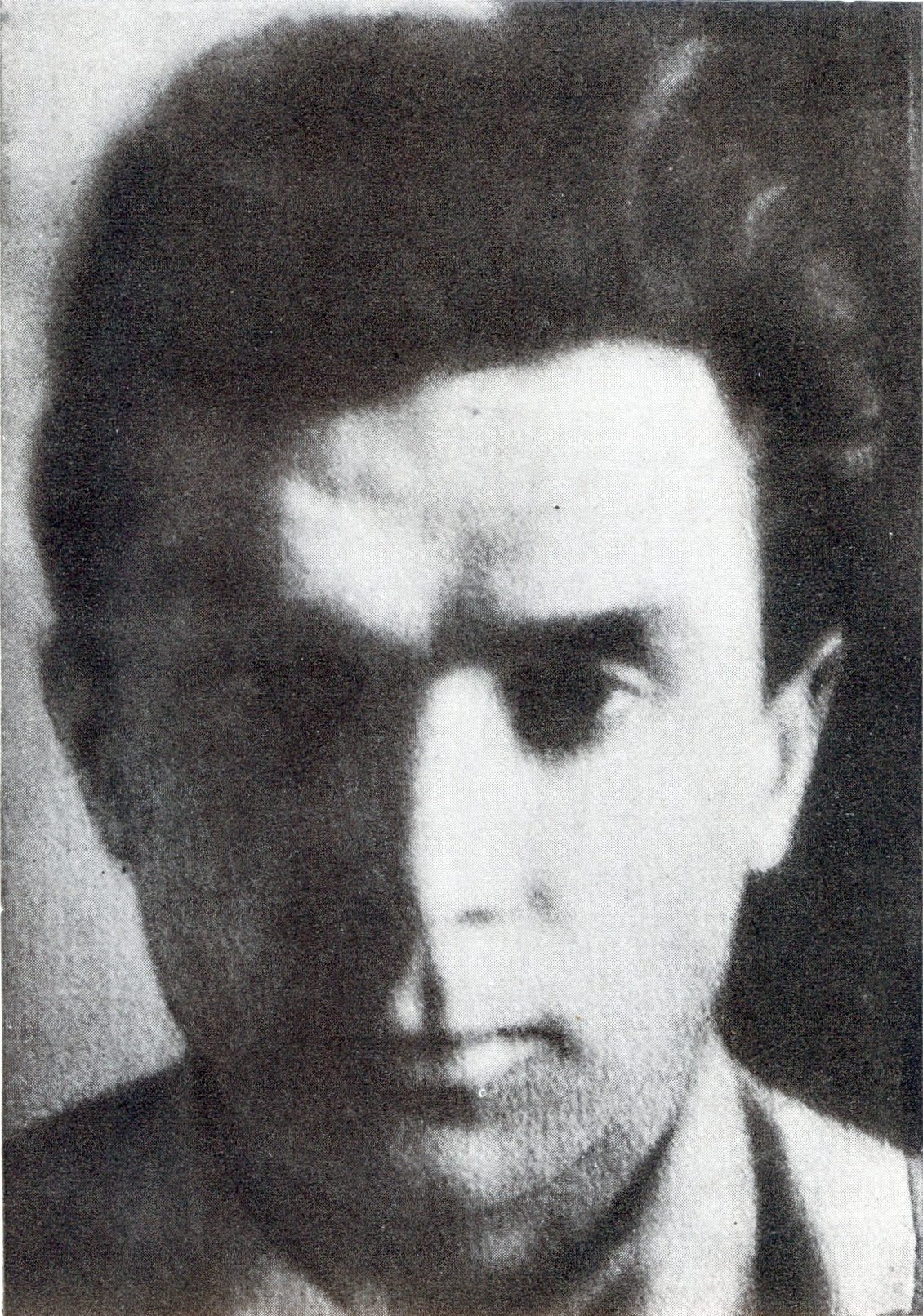
Мыкола Хвылевой

В 1920-е годы полностью поддерживает и претворяет в жизнь политику «украинизации», которую проводил Н. Скрипник, в своих памфлетах выступил против русификационного и почвенническо-«просвитянского» векторов развития украинской советской культуры под лозунгами «Прочь от Москвы!», «Украина или Малороссия?», «Ориентация на психологическую Европу».

Перед нами стоит такой вопрос: на какую из мировых литератур взять курс? Во всяком случае не на русскую. От русской литературы, от её стихии украинская поэзия должна бежать как можно быстрее. Дело в том, что русская литература тяготеет за нами веками как хозяин положения, приучивший психику к рабскому подражанию.

Украинское общество, окрепнув, не примирится со своим фактическим гегемоном — российским конкурентом. Мы должны стать немедленно на сторону молодого украинского общества, представляющего не только крестьянина, но и рабочего, и этим навсегда покончить с контрреволюционной идеей создавать на Украине русскую культуру.

Европа — это опыт многих веков. Это не та Европа, которую Шпенглер объявил «на закате», не та, гниющая, к которой вся наша ненависть. Это — Европа грандиозной цивилизации, Европа — Гёте, Дарвина, Байрона, Ньютона, Маркса и т. д., и т. п. Это та Европа, без которой не обойдутся первые фаланги азиатского ренессанса.
Член и фактический лидер литературного объединения ВАПЛИТЕ, в которое входили также украинские писатели — его друзья Аркадий Любченко, Григорий Эпик, Олесь Досвитный, Майк Йогансен. В те времена писатель выдвинул «националистическую теорию борьбы двух культур — украинской и русской, призывал ориентироваться на Запад». Редактировал журнал «Червоний шлях». До того был членом литературной организации «Гарт», которой руководил Василий Эллан-Блакитный. В 1930 году организовал литературное объединение Пролитфронт (Пролетарский литературный фронт), но вскоре после выхода бывших единомышленников (Кулиш, Досвитный) организация прекратила существование.

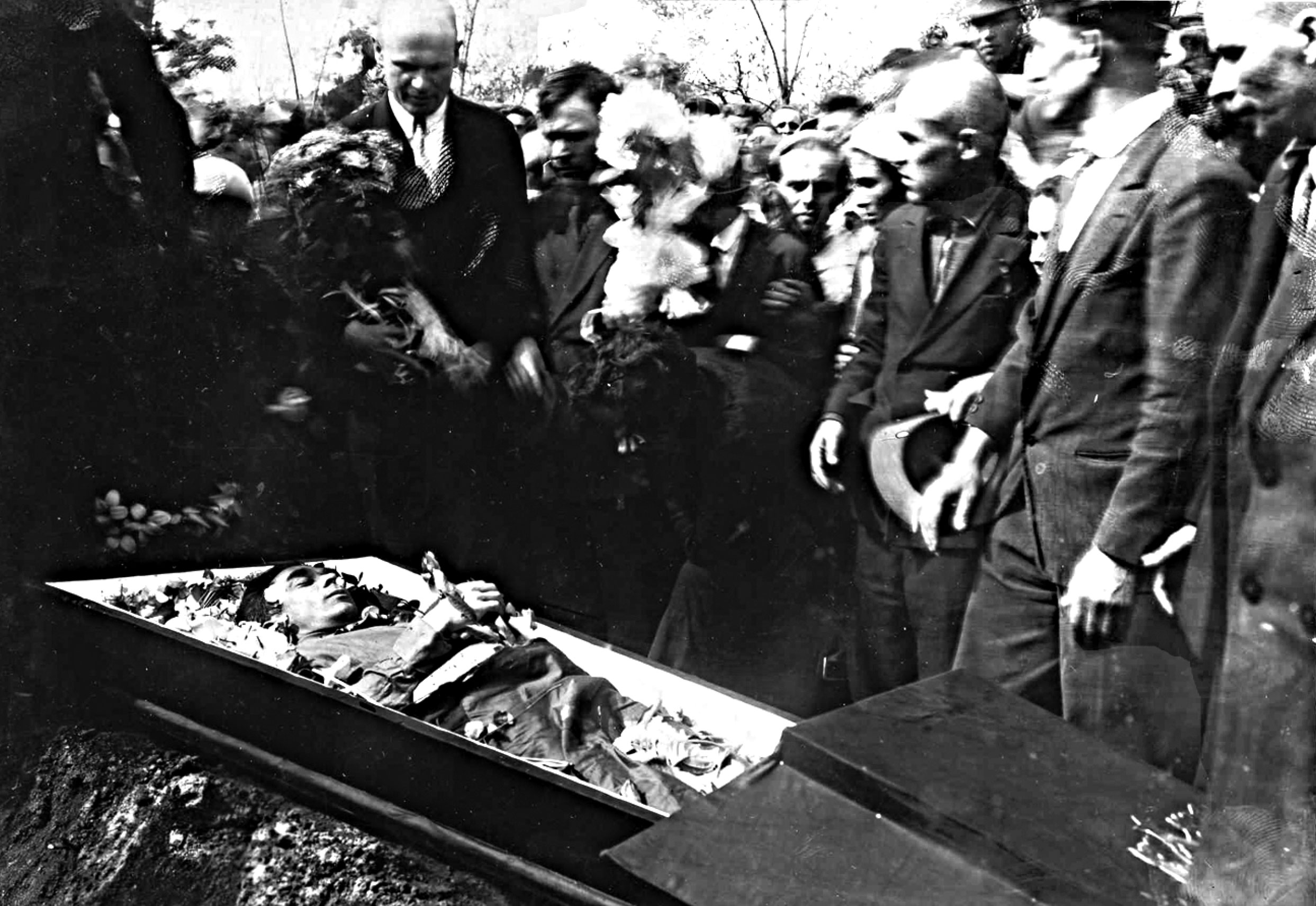
Похороны Хвылевого

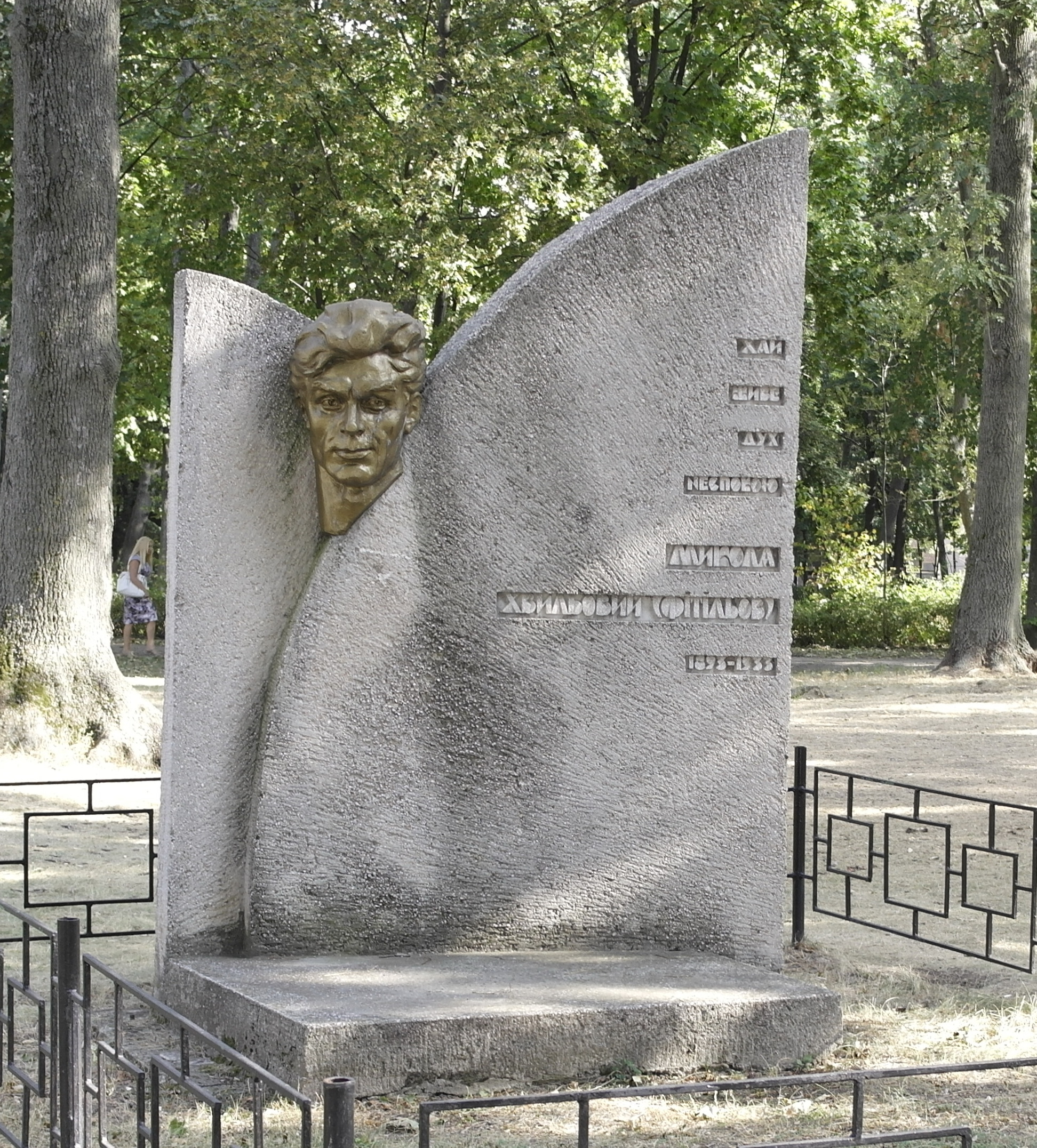
Могила Миколы Хвылевого

Был подвергнут критике советской властью после письма Сталина «Тов. Кагановичу и другим членам ПБ ЦК ВКП(б)У» от 26 апреля 1926 года с критикой лозунга «Прочь от Москвы!» (укр. Геть від Москви). После провозглашения Хвылевым Москвы как центра всесоюзного мещанства, а Украины — колонией последовали разгромные выступления в прессе московского и республиканского руководства (борьба с «хвылевизмом»). В 1926—1928 годах высказывал публичное осуждение своих взглядов. Последнее покаянное письмо писателя было предано гласности посмертно. С декабря 1927 года по март 1928 года совершил загранпоездку и посетил Берлин, Вену, по некоторым сведениям — Париж, куда был направлен Кагановичем для излечения тяжёлой формы туберкулёза.
В сборниках стихов «Молодость» (1921), «Предрассветные симфонии» (1922) — романтическое восприятие революции; в сборнике новелл «Синие этюды» (1922), романе «Вальдшнепы» (ч. 1, 1927), в «Повести о санаторной зоне» (1933) — ирония и сарказм в изображении современного мещанства. В литературно-критической книге «Мысли против течения» (1926) выступал за самостоятельное развитие украинской литературы. C конца 1920-х годов подвергался разгромной критике как «буржуазный националист», «представитель контрреволюционного буржуазного национализма». В оценке официального литературоведения 1939 года «хвылевизм стремился к отрыву Украины от Советской России в целях реставрации капитализма на Украине». С критикой подобных взглядов Хвылевого немного позже выступил украинский советский писатель-антифашист, драматург, публицист Ярослав Галан.
До конца жизни считал себя коммунистом:

«На мінори розсипалась мряка,
І летить з осики лист,
Але серце моє не заклякло,
Не замовкло, бо я — комуніст».

## Самоубийство
13 мая 1933 года покончил жизнь самоубийством, пригласив к себе в гости своих друзей-писателей. В предсмертной записке написал:
Арест Ялового — это расстрел целого Поколения… За что? За то, что мы были самыми искренними коммунистами? Ничего не понимаю (…)
Ужасно больно.
Да здравствует коммунизм.
Да здравствует социалистическое строительство.
Да здравствует коммунистическая партия.
Литературная организация хвылевистов была окончательно разгромлена в годы второй пятилетки.

## Творчество
Оставляя в стороне поэзию, от которой писатель вскоре перешёл к прозе, творчество М. Хвылевого вслед за Г. А. Костюком можно разделить на три периода:
- 1921—1924 — время эксперимента и поиска, к которому принадлежат бессюжетные романтические, лирические, бытовые сатирические этюды и рассказы «Жизнь» (Життя), «Кот в сапогах» (Кіт у чоботях), «На глухой дороге» (На глухім шляху), «Редактор Кларк», «Синий листопад» (Синій листопад), «Свинья» (Свиня), «Арабески», новелла «Я» и др.[21].
- 1925—1930 — период творческой зрелости, утверждения стиля, теоретического осмысления искусства и чёткой установки на сюжетность: сатирические рассказы «Иван Иванович» и «Ревизор», социально-психологическая новелла «Из Вариной биографии» (Iз Вариноï біографiï), новелла «Мать» (Мати), повесть «Санаторийная зона» (Повість про санаторійну зону) и роман «Вальдшнепы», полемические памфлеты «Камо грядеши?», «Украина или Малороссия?» и проч.[21]
- 1931—1933 — «период героического терпения», период поражений, отступлений и последних попыток найти место в новом складывающемся мейнстриме[21]. Ряд критиков полагает, что после отказа от своих взглядов в покаянных письмах Хвылевой перестал существовать как писатель. Тогда Хвылевой пытался реабилитировать себя в глазах партийного руководства и отмежёвывался от хвылевизма. Писатель запутался в опасной игре и проиграл в схватке с руководством партии. Безысходность привела к трагическому финалу. Донцов полагал, что даже если Хвылевой сам нажал на спуск револьвера, оружие в его руку вложила Москва. К последнему этапу творчества относятся «Охотничьи рассказы» (Мисливськi оповідання; писатель был заядлым охотником), «Из лаборатории» (З лябораторiï), «Будущие шахтёры» (Майбутнi шахтарi) и др.[21].

## Оценки творчества
К приведённому в преамбуле мнению А. Белецкого 1926 года присоединился А. Ф. Шамрай в 1927 году: «М. Хвылевому принадлежит почётное имя первого прозаика, и только появление в 1923 году его сборника „Синие этюды“ следует считать началом новой прозы».
Согласно И. М. Кошеливцу (I. М. Кошелівець), творческая деятельность Хвылевого длилась менее 5 лет, очевидно в таком утверждении автор имел в виду только время зрелого творчества (период 1923—1928 или 1925—1930 годов). Такое мнение могло быть продиктовано неприятием последнего (третьего) периода творчества, когда писатель изменил свои прежние взгляды. Некоторые критики игнорируют этот последний период в своих оценках. Р. Задеснянський полагал, что из созданного за 13 лет литературного наследства всё написанное за 10 лет носит ярко коммунистический характер — вредоносный с любой точки зрения. Остающиеся 2 с лишним года были периодом «распространения идей „недоношенного“ национал-коммунизма, в зародыше уничтоженного на Украине при помощи самого Хвылевого».
По мнению украинских литературоведов, рассказы писателя написаны в орнаментально-импрессионистском стиле под влиянием экспрессионизма, переходящим в натурализм. Сам Хвылевой называл себя романтиком.
В современной Украине признаётся одним из идейных лидеров украинского национал-коммунизма. Ряд авторов, в частности И. М. Кошеливец, полагает, что сразу же после переезда в Харьков в 1921 году Хвылёвый стал теоретиком и главной фигурой украинского литературного возрождения. С политической точки зрения данное движение трактуется шире, поскольку в памфлетах «Камо грядеши?» (1925), «Мысли против течения» (Думки проти течії, 1926), «Апологеты писаризма» (Апологети писаризму, 1926) писатель отстаивал движение Украины к Европе, призывал избавиться от психологической зависимости от Москвы, что рассматривалось как «гарантия возрождения украинской государственности». Свои взгляды Хвылевой развивал в русле идей «азиатского возрождения» — понятия, созданного под впечатлением от чтения «Заката Европы» Шпенглера. Согласно мессианским идеям писателя, новым центром, колыбелью азиатского ренессанса станет не Россия, а Украина, которая принесёт человечеству на смену цивилизации Фауста обновлённую культуру; предтечей грядущего Спасителя станет новый Аттила (сверхчеловек). Согласно Донцову, сверхчеловека Ницше Хвылевой именовал гением. Но в то время как сверхчеловек был целостной личностью, писатель для Донцова представлял личность с расколотым «Я», понятие «азиатский ренессанс» которого было столь расплывчатым и непонятным, что было названо Донцовым химерой. Некоторые украинцы в эмиграции расценивали данное движение более строго: не как возрождение, а как «украинское вырождение». Наиболее явно идеи суверенного возрождения Украины отражены в политически ангажированном романе «Вальдшнепы». Оценку всего творчества писателя, включая и роман «Вальдшнепы», партийным руководством КП(б)У выразил А. А. Хвыля (Андрій Ананійович Хвиля) в брошюре «От уклона — в пропасть» (Від ухилу — у прірву. Харьков, 1928), охарактеризовав его как «антипартийное, контрреволюционное и даже фашистское». В данном случае термин «фашизм» не случаен. В своего рода некрологе, статье Микола Хвильовий (1933), Донцов цитировал слова писателя: «когда наши взгляды в этом случае совпадут с ожиданиями нашей же таки мелкой буржуазии или даже фашистов, то это вовсе не значит, что мы ошибаемся» (коли — кінчить він несподівано — наші погляди в цьому випадку зійдуться з сподіванками нашої ж таки дрібної буржуазії і навіть фашистів, то це зовсім не значить, що ми помиляємося).
Через 20 лет после самоубийства Хвылёво́го Ю. В. Шевелёв (Шерех) с удивлением и опаской писал о чрезмерной политизации творчества писателя. Если В. Агеева назвала Дмитрия Карамазова, главного героя романа «Вальдшнепы», «разочарованным революционером и беспочвенным романтиком», М. Лясковец оценил его как психологически неполноценную личность, характеризовал безвольного украинца психически ненормальным и «московским идиотом», отрицательно отнёсся к «немецко-русскому» титулу произведения, поскольку автор не знал или не захотел использовать украинское название «первых предвестников весны» (укр. слуква). Галицийские националисты не могли простить писателю его борьбу со сторонниками Симона Петлюры, высказывания о том, с каким удовольствием он поставил бы Дмытра Донцова к стенке, называли «потомком московских стрельцов», давали клички москаль Фітiльоф и false «хахол» Хвильовий.
По мнению Шевелёва, как критика украинских эмигрантов, так и руководство компартии выискивали в сочинениях писателя только его антисоветские высказывания и не акцентировали внимание на их общечеловеческом значении. «Произведениям Хвылёво́го и его окружения не хватило времени, чтобы отстояться и дойти до совершенства. При перечитывании в настоящее время они поражают чередованием почти гениальных пассажей с наивностью, недоработками, недостатком хорошего вкуса».
Мнения литературоведов и политиков о фигуре писателя, фактах его биографии и его месте в украинской литературе неоднозначны, оценки его творчества значительно расходятся. В наиболее объёмной работе о Хвылевом Р. С. Бжеский, выступивший под псевдонимом Роман Задеснянський, рассмотрел наиболее дискуссионные моменты биографии писателя и противоречивые оценки его творчества. Так, например, автор труда даже не считал Хвылевого украинцем. Полярные мнения обусловлены позициями авторов: приверженностью взглядам Донцова или принадлежностью к хвылевистам, противоречиями между львовскими и харьковскими националистами при оппозиции центров украинства того времени Львов — Харьков.

## Произведения
- 1922 — «Синие этюды»
- 1923 — «Я (Романтика)» (новелла)
- 1927 — «Вальдшнепы» (роман, опубликован в журнале «Дружба народов» 1990, № 7)
- 1933 — «Повесть о санаторной зоне» («Дружба народов», 1988, № 7)
- «Украина или Малороссия?» (памфлет 1927 года опубликован в журнале «Дружба народов» 1990, № 7)
- «Кот в сапогах»

Собрания сочинений
- Микола Хвильовий. Твори :  [укр.] : у 5 т. / упоряд., ред. і вступ. ст.  Г. Костюка. — Нью-Йорк ; Балтімор ; Торонто : Смолоскип, 1978. — Т. 1. — 436 с. — (Бібліотека «Смолоскипа»). — ISBN 0-914834-20-7.

## Переводы на русский язык
Кроме поэзии, при жизни писателя на русском языке в антологиях украинской литературы были опубликованы «Кот в сапогах» (1925), рассказы «Солонский Яр» (1925), «Жизнь» (1930) и «Свинья» (1930). Самый полный сборник малой прозы того времени вышел в 1926 году:
- Синие этюды / Пер. с укр. Е. Курицкого. — Л. : Мысль, 1926. — 308 с.

В эпоху перестройки вышло 2 объёмных сборника:
- Микола Хвылёвый. Синие этюды / Сост., предисл. и пер. с укр. Александр Руденко-Десняк. — М. : Советский писатель, 1990. — 496 с. — 100 000 экз. — ISBN 5-265-01026-2.
- Микола Хвылёвый. Синий ноябрь / Пер. с укр. и послесл. Александр Руденко-Десняк. — М. : Известия, 1991. — 634 с. — (Библиотека «Дружбы народов»). — 200 000 экз. — ISBN 5-206-00202-X.